# Synagoge (Pohl-Göns)

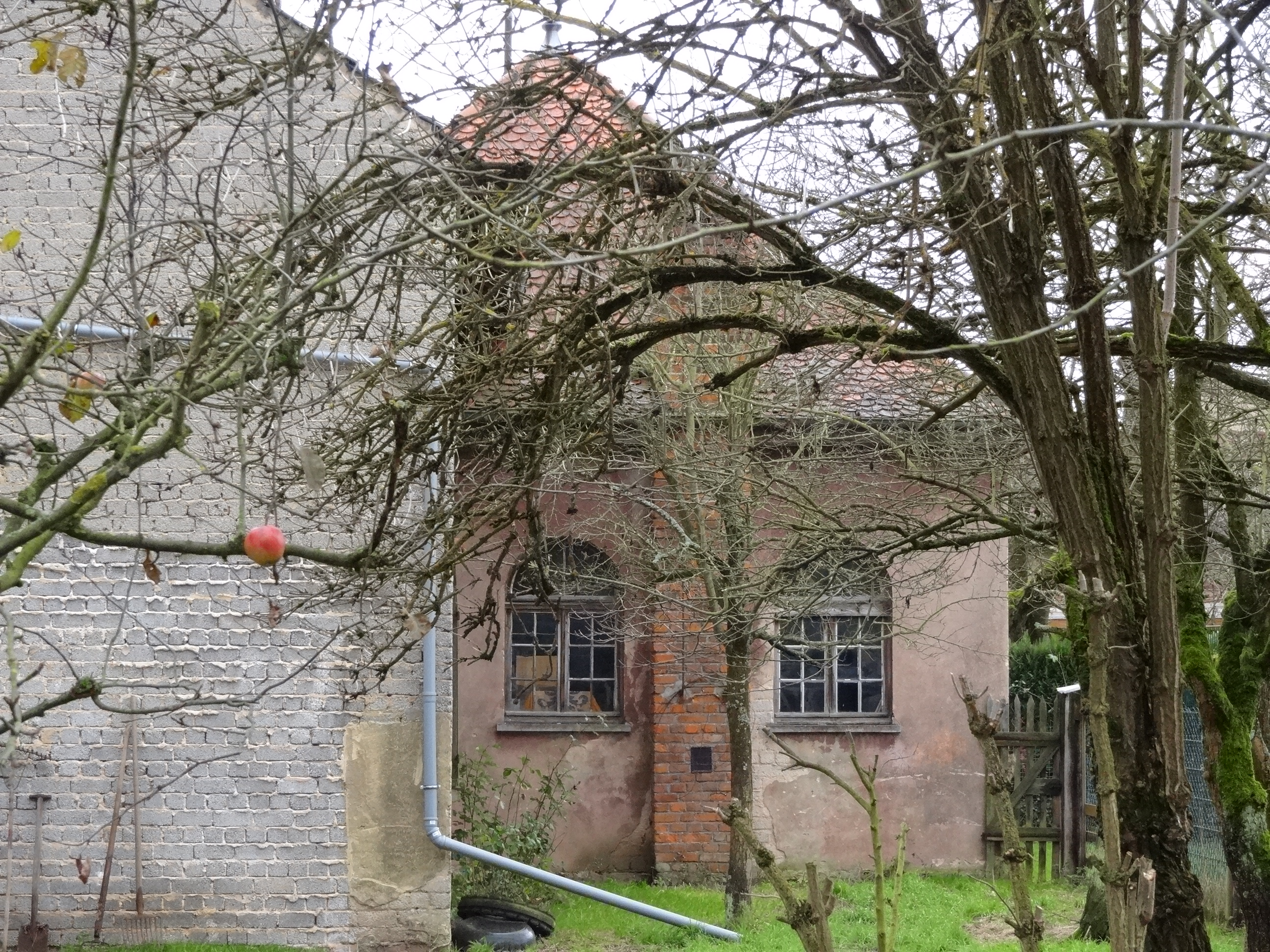
Synagoge in Pohl-Göns

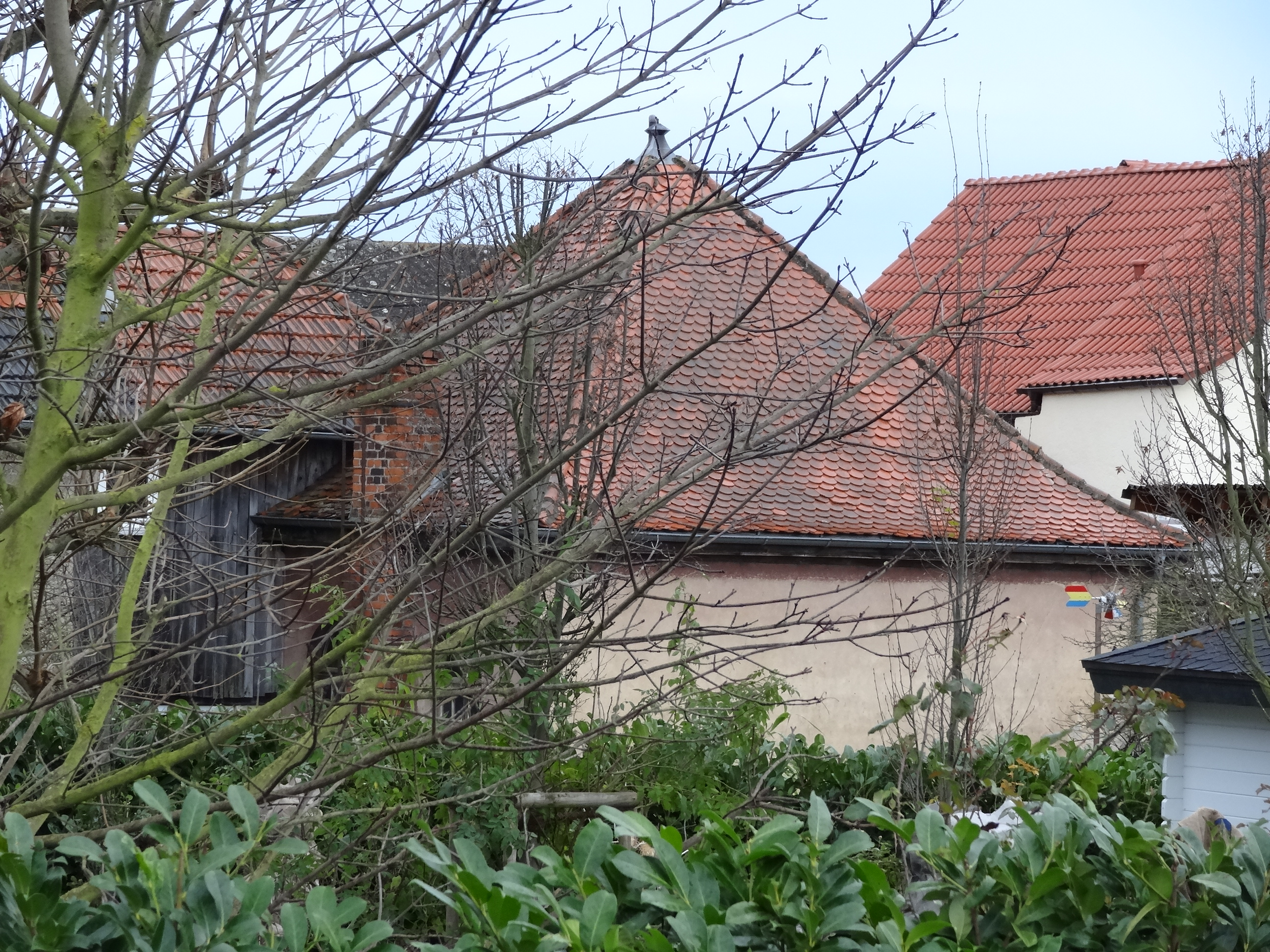
Seitenansicht

Die Synagoge in Pohl-Göns, einem Stadtteil von Butzbach im Wetteraukreis in Hessen, wurde 1926 errichtet. Die profanierte Synagoge an der Gießener Straße 24, am Ortsausgang nach Kirch-Göns, ist ein geschütztes Baudenkmal.

## Geschichte
Die israelitische Religionsgemeinde Pohl-Göns gehörte zum orthoxen Provinz-Rabbinat Oberhessen mit Sitz in Gießen.
Die jüdischen Familien in Pohl-Göns, Kirch-Göns, Ebersgöns, Niederkleen, Oberkleen und Espa beschlossen um 1925 den Bau einer gemeinsamen Synagoge in Pohl-Göns. Die Synagoge wurde im Sommer und Herbst 1926 nach Plänen des Architekten Lippert aus Butzbach errichtet, der im selben Jahr auch die Synagoge in Butzbach erbaute. Am 3. Dezember 1926 wurde die Synagoge durch den Provinzialrabbiner Dr. Leo Jehuda Hirschfeld (1867–1933) aus Gießen eingeweiht.
Beim Novemberpogrom 1938 wurde die Synagoge nicht angezündet, da sie direkt neben einer Schreinerwerkstatt lag. Die Synagoge ging in den Besitz des Nachbarn über und wurde lange Zeit als Lager genutzt. 2018 wurde das Gelände mit dem Gebäude weiterverkauft. Im Frühjahr 2024 beschloss die Stadt Butzbach, die Synagoge zu kaufen. Es ist angedacht, ein Informations- und Begegnungszentrum einzurichten.

## Architektur
Der eingeschossige, massive Bau aus Ziegelmauerwerk mit einem geschweiften, steilen Walmdach besitzt eine Grundfläche von ungefähr fünf auf fünf Metern. Der Raum erhielt durch drei Rundbogenfenster an der Nordseite und zwei Fenster an der Südseite Licht. Der Eingang befindet sich auf der Südseite. Der Thoraschrein befand sich in einer Nische der Ostwand. Die Synagoge hatte 27 Männer- und 20 Frauenplätze.